# Tada Michitarō
Tada Michitarō (jap. 多田 道太郎; * 2. Dezember 1924; † 2. Dezember 2007) war ein japanischer Literaturwissenschaftler (Französistik).
Tada war bis zu seiner Emeritierung Literaturprofessor an der Universität Kyōto. 1978 wurde er als Herausgeber (Kuraun futsuwa jiten) mit dem Mainichi-Kulturpreis ausgezeichnet. 1999 erhielt er für Henshin rōka-ron den Itō-Sei-Literaturpreis in der Kategorie Rezension. Von 1991 bis 2005 gehörte er dem Auswahlkomitee für den Murasaki-Shikibu-Literaturpreis an.